# スヴァーフネブリン
スヴァーフネブリン(Svirfneblin)は、テーブルトークRPG『ダンジョンズ&ドラゴンズ』（D&D）に登場する架空の種族で、ディープ・ノーム(Deep Gnome)の別名を持つノームの一種である。

## 掲載の経緯

### AD&D 第1版(1977-1988)
スヴァーフネブリンは『アドバンスト・ダンジョンズ&ドラゴンズ』（AD&D）第1版の冒険シナリオ『Shrine of the Kuo-Toa』(1978。冒険シナリオ集『Descent into the Depths of the Earth』に収録。未訳)にて初めて登場し、続いて『Vault of the Drow』(1978、未訳)にも登場した。マニュアルでは『Fiend Folio』(1981、未訳)が最初の登場となる。『Unearthed Arcana』(1985、未訳)ではプレイヤー用種族として紹介された。

### AD&D 第2版(1989-1999)
AD&D第2版では『Monstrous Compendium Forgotten Realms Appendix』(1989、未訳)に登場し、『Monstrous Manual』(1983、未訳)に再掲載された。『The Complete Book of Gnomes & Halflings』(1993、未訳)と、『 Player's Option: Skills & Powers』(1995、未訳)ではプレイヤー用種族として紹介された。

### D&D 第3版(2000-2002)、D&D 第3.5版(2003-2007)
D&D第3版では『モンスターマニュアル』(2000)にノームの一種として登場し、第3.5版の『モンスターマニュアル』(2003)に再掲載された。また、フォーゴトン・レルム世界のプレイヤー用種族として、『Forgotten Realms Campaign Setting』(2001、邦題『フォーゴトン・レルム・ワールドガイド』)、『Races of Faerun』(2003、未訳)、『Underdark』(2003、邦題『アンダーダーク』)に登場した。『Player's Guide to Faerun』(2004、邦題『フェイルーン・プレイヤーズ・ガイド』)では1レベルのキャラクター向けに能力を下方修正した下級ディープ・ノームが紹介された。

### D&D 第4版(2008-)
D&D第4版では、『Dungeon Survival handbook』(2013、邦題『ダンジョン・サバイバル・ハンドブック　未知への挑戦』)にプレイヤー用種族として登場している。

### D&D 第5版(2014-)
D&D第5版では、『モンスター・マニュアル』(2014)に登場している。『Elemental Evil Player's Companion』(2015、未訳)ではプレイヤー用種族として登場した。その後、『Mordenkainen's Tome of Foes』(2018、邦題『モルデンカイネンの敵対者大全』)にてノームの亜種族として紹介された。

## D&D以外のテーブルトークRPG

### パスファインダーRPG
D&D3.5版のシステムを継承するパスファインダーRPGにてスヴァーフネブリンは『Advanced Race Guide』(2013、未訳)に登場している。

## 肉体的特徴
スヴァーフネブリンの身長は3フィート2インチ〜3フィート6インチ(約97〜107cm)、体重は55〜80ポンド(約25〜36kg)で、D&D世界のノームと同じぐらいか、少し小柄である。男性は女性よりずんぐりしていて、女性の方は男性より背が高い。ノームに比べると痩せぎすだが、筋骨隆々の節くれ立った体格をしている。第5版ではさらに小型化し、身長は3フィート〜3.5フィート(約91〜106cm)、体重は80〜120ポンド(約36〜54kg)と変化した。
肌の色は棲息する地底の深度や位置によって異なってくる。鉱物資源が豊富な、黒や灰色の地層では肌の色は黒ずんでいる。溶岩に近い地帯では栗色から茶色になる。目は大きく、灰色をしている。男性には生まれつき頭髪がなく、直毛の髭が生える。女性には灰色の縮れた髪が生え、彼女らはその髪を三つ編みにするか短く切り揃える。
スヴァーフネブリンは20歳で成人し、その寿命は200〜250歳ほどで、ノームに比べて短命である。もちろん、危険な地下世界での苦役によって若死する者も多い。

### ストーン・カモフラージュ
スヴァーフネブリンはカメレオンのような、周囲の岩肌に自らの身体を擬態化して溶け込む魔法の力を有している。

## 社会
スヴァーフネブリンはアンダーダーク(D&Dの地下世界)に棲息するノームの一族である。しかし、地上世界に棲むノームたちとの縁故は絶えて久しい。
彼らはドラウ、イリシッド、クオトアといったアンダーダークでは一般的な邪悪で狡猾な住人たちから身を守るのはもとより、地上の住人から受ける偏見にも晒されている。そのため、彼らは警戒心が強く頑固で、余所者を受け入れない排他的な種族と見られている。だが、スヴァーフネブリンの内実は親切で仲間思いな種族であり、彼らの居住地はアンダーダークでは数少ない安全な場所である。彼らの属性は第3版では“真なる中立”だが、第5版では“中立にして善”である。

スヴァーフネブリンは仲間同士の連帯感が非常に強い種族であり、常に個人の願望よりも集団の利益を優先する。彼らが自らを称したり相手を名指しする際には、「私たち」、「貴方がた」と呼ぶ。彼らにとって集団の中で個体が別の意志を持つということは価値観にはなく、他の種族がそうであるということを理解するのには時間がかかる。
第4版でのノームは、かつてフェイワイルド(D&D第4版で設定された妖精境)にてその地に棲むフォモールという悪鬼の支配から地上世界に逃れてきた種族だが、スヴァーフネブリンの一族はアンダーダークの奥地へと逃れたとしている。一般的なノームが好奇心旺盛で放浪癖があるのに対し、スヴァーフネブリンは集団行動を大事にしており、滅多に持ち場を離れたりしない。
スヴァーフネブリンは氏族ごとに共同体をまとめている。彼らは一族の技師が探した大洞窟に石筍を用いた居住地を構える。居住地は迷路と罠によって巧妙に隠されている。
スヴァーフネブリンは宝石、わけてもルビーをこよなく愛しており、多くの男性が鉱業に従事している。居住地にて家庭を取り仕切るのは女性の役割である。人口増はスヴァーフネブリンにとって何よりも喜ばしいことであり、子沢山の家は氏族によって褒賞される。
滅多に集団を離れることがないスヴァーフネブリンだが、共同体の外部を監視するなどの理由で離れる際には優秀な斥候となる。だが、スヴァーフネブリンが共同体を離れ、冒険者の一団に加わる際には、幼少時から叩き込まれた連帯感を振り払うための葛藤を味わう。集団から離れたスヴァーフネブリンは自信がなく、必要以上に謙虚だったり、自己犠牲的な行動を示そうとする。

### 地の元素界との絆
スヴァーフネブリンは地の元素界から来訪したクリーチャーと友好な関係を結ぶことがあり、時には彼らを召喚して危機に備える。
中でもアンダーダークの鉱床に棲むアース・フレンド(Earth Friend)と呼ばれる小さな精霊はスヴァーフネブリンと出会うことも多く、何世代に渡って彼らのために見張り役を引き受けたりもする。また、ゾーン(Xorn)と呼ばれる地の元素界から来た金属や鉱物を主食とする巨大なモンスターを、宝石を餌に相手にけしかけることもよくする。

## 宗教
スヴァーフネブリンにとって宗教は重要であり、司祭は氏族の中で重要な地位にいることが多い。彼らが崇める神は石工の神である“滑らかなる手の”カラドゥランという名の神である。スヴァーフネブリンを含め、多くの者はカラドゥランは鍛冶神モラディンのエグザルフ(側近)であり、スヴァーフネブリンの文明神として崇められている。ドワーフはカラドゥランはモラディンの一相であるとしている。

スヴァーフネブリンの中には邪神である“這い寄る王”トログを崇める者もいるが、同族から遠く離れた場所に隔離するか、同族を裏切りアンダーダークの邪悪な種族と共にする。

## D&D世界でのスヴァーフネブリン

### フォーゴトン・レルムでのスヴァーフネブリン
フォーゴトン・レルムではノームそのものが“忘れ去られた人々”と呼ばれる希少種である。かつて北方地域にあるローヴィン谷下流域の地下に、スヴァーフネブリンの地下都市、ブリングデンストーン(Blingdenstone)が存在していたが、今は廃墟と化している。現在はもっと小規模な北方地域のアンダーダークに共同体を構えている。彼らは共同体の存在を慎重に隠している。近隣に住むドワーフとは友好な関係を結んでいる。